# Coppa Intercontinentale 2017 (pallacanestro)
La Coppa intercontinentale di pallacanestro 2017 si è disputata a San Cristóbal de La Laguna in Spagna.
Vi prendono parte gli spagnoli del Canarias, vincitori della Champions League 2016-2017, e i venezuelani del Guaros de Lara, campioni della FIBA Americas League 2017.

## Formula
La formula prevede una singola sfida disputata a San Cristóbal de La Laguna in Spagna, presso il Pabellón Insular Santiago Martín.

## Tabellini
| San Cristóbal de La Laguna 24 settembre 2017, ore 19:00 | Canarias                                       | 76 – 71 (14-17, 36-39, 56-55) referto | Guaros de Lara | Pabellón Insular Santiago Martín (5000 spett.)\| Arbitri: \| Cristiano Maranho Manuel Mazzoni Omar Bermudez \| |
| Arbitri:                                                | Cristiano Maranho Manuel Mazzoni Omar Bermudez |                                       |                | |

| Coppa Intercontinentale 2017 |
| ---------------------------- |
| Canarias 1º titolo           |

## Formazione vincitrice
| N° | Naz.                            | Ruolo | Sportivo           |  | Alt. |  |
| -- | ------------------------------- | ----- | ------------------ |  | ---- |  |
| 00 | Spagna (bandiera)               | P     | Rodrigo San Miguel |  | 186  |  |
| 5  | Argentina (bandiera)            | PG    | Nicolás Richotti   |  | 183  |  |
| 7  | Senegal (bandiera)              | C     | Mamadou Niang      |  | 209  |  |
| 10 | Spagna (bandiera)               | P     | Ferrán Bassas      |  | 181  |  |
| 13 | Stati Uniti (bandiera)          | C     | Mike Tobey         |  | 213  |  |
| 17 | Spagna (bandiera)               | C     | Fran Vázquez       |  | 209  |  |
| 20 | Polonia (bandiera)              | AP    | Mateusz Ponitka    |  | 198  |  |
| 21 | Stati Uniti (bandiera)          | AG    | Tim Abromaitis     |  | 203  |  |
| 24 | Bosnia ed Erzegovina (bandiera) | AP    | Adin Vrabac        |  | 205  |  |
| 25 | Ungheria (bandiera)             | AG    | Rosco Allen        |  | 208  |  |
| 33 | Spagna (bandiera)               | AP    | Javier Beirán      |  | 200  |  |
| 34 | Stati Uniti (bandiera)          | P     | Davin White        |  | 185  |  |
|    | Bosnia ed Erzegovina (bandiera) | All.  | Nenad Marković     |  |      |  |

## MVP
- Mike Tobey